# Eurynome (zoologia)
Eurynome Leach, 1814  è un genere di crostacei decapodi marini appartenenti alla famiglia Majidae.

## Descrizione
Le specie di questo genere presentano un carapace ricco di sporgenze, spesso spinoso.

## Alimentazione
Si tratta di specie onnivore.

## Tassonomia
In questo genere sono riconosciute 5 specie:
- Eurynome aspera(Pennant, 1777)
- Eurynome bituberculataGriffin, 1964
- Eurynome erosaA. Milne-Edwards, 1873
- Eurynome parvirostrisForest & Guinot, 1966
- Eurynome spinosaHailstone, 1835